# بلدة هامبورغ (ميشيغان)
هامبورغ (بالإنجليزية: Hamburg Township, Michigan)‏ هي بلدة تقع بولاية ميشيغان في الولايات المتحدة. تبلغ مساحتها 93.3 (كم²)، وترتفع عن سطح البحر 260 م، بلغ عدد سكانها 21165 نسمة في عام تعداد الولايات المتحدة 2010 حسب إحصاء مكتب تعداد الولايات المتحدة وتصل الكثافة السكانية فيها 245.9 نسمة/كم2.

## وصلات خارجية
- http://www.hamburg.mi.us
- The US50 - Cities and Towns in Michigan State
- Michigan Cities and Towns, Facts, Map, Flag, Colleges, Government, and More